# Impulse Tracker

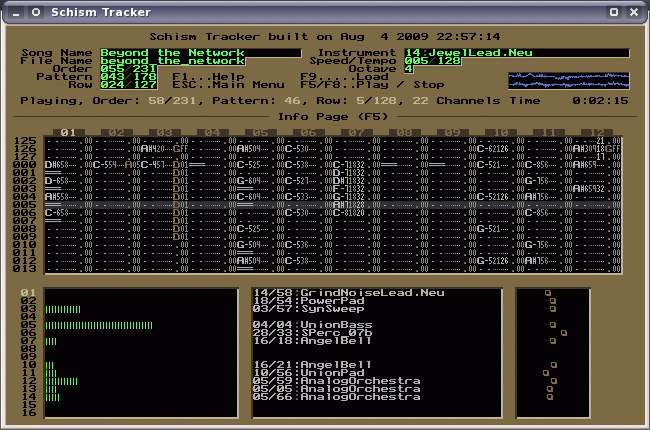
Schism Tracker als repräsentativer Impulse-Tracker-Klon/Nachfolger:
alles: GUI Interface aus (fast) ausschließlich ASCII-Zeichen generiert, wie in den 80er und 90ern für Tracker wie den IT üblich
oben: allgemeine Musikstückeigenschaften
Mitte: Befehlsliste für die Kanäle (entlang der Zeile) und den Zeitverlauf (entlang der Spalten), der weiße Balkencursor markiert den aktuellen Zeitpunkt
Mitte-unten: Kanalliste mit Samples
links-unten: aktuelle Lautstärke pro Kanal
rechts-unten: Stereoseparierung pro Kanal (Panning)

Impulse Tracker, kurz: IT, ist ein Tracker, d. h. ein Mehrspur-Sequenzer für digitalen Klang.
Seit Oktober 2014 ist Impulse Tracker freie Software unter BSD-Lizenz.

## Eigenschaften
Er läuft unter DOS und wurde von dem Australier Jeffrey Lim geschrieben – ab Version 2.15 aber nicht mehr weiterentwickelt.
Er war als Freeware erhältlich, wobei der Autor aber gegen Bezahlung auch Zusatzfunktionen anbot, z. B. Stücke als Stereo-WAV-Datei zu speichern oder die Möglichkeit, einen IPX-Netzwerkmodus zu nutzen.
Impulse Tracker war einer der bekanntesten Tracker seiner Zeit, Nachfolger und inspiriert von Scream Tracker 3 und FastTracker.
Er enthält diverse Importfilter z. B. für das MOD-Format, das S3M-Format, das XM-Format und für XI-Instrumente. Eine Möglichkeit der Portierung auf andere Systeme wird dadurch erschwert, dass Impulse Tracker in reinem Assembler geschrieben ist.
Wie bei allen MOD-Editoren wird Musik über eine Sequenztabelle definiert, deren Spalten Kanäle darstellen, die – ähnlich wie bei MIDI – Key-On- und Key-Off-Anweisungen enthalten. Die Instrumente werden durch Samples von Naturklängen definiert, die über Pitchshifting (realisiert als Resampling) zur Erzeugung beliebiger Töne verwendet werden können. Die Funktionseinheit, die das Pitchshifting beim Abspielen in Echtzeit durchführt, wird als Sampler bezeichnet und ist für die Soundqualität eines Mod-Players oder Tracker von entscheidender Bedeutung.

### Effektbefehlerweiterungen
Eine der Eigenschaften, die den Impulse Tracker zu etwas Besonderem machten, waren NNAs (New Note Actions). Wenn in einem Kanal, in dem bereits ein Instrument spielt, eine Key-On-Anweisung auftaucht, ermöglichen es NNAs dem Benutzer zu bestimmen, wie mit dem alten Instrument weiter zu verfahren ist:
- Cut: Der alte Instrumentenklang bricht abrupt ab; der neue ersetzt das alte.
- Continue: Das alte Instrument spielt weiter entsprechend seiner ADSR-Kurve.
- Off: Für das alte Instrument wird ein Key-Off eingeleitet. Es beginnt also die Release-Phase der ADSR-Kurve.
- Fade: Das alte Instrument wird mit zuvor festgelegter Rate ausgeblendet, wobei die ADSR-Information überschrieben wird.

### IT Trackermodulformat
Mit dem Impulse Tracker wurde auch ein neues Trackermoduleformat definiert, das sich weiter von dem Hardware basierten Mod Format löste. Es orientierte sich an Vorgängern wie .S3M oder .XM ging aber darüber hinaus, was die Fähigkeiten anging, mit z. B. möglicher Kompression der Samples. Dateiendung des Formats ist .IT und es gilt weiterhin als ein aktuelles Trackerformat, was sich in der Unterstützung durch aktuelle Tracker, wie dem ModPlug Tracker, dem BeRoTracker oder dem Schism Tracker, zeigt.

## Bekannte Anwendungen
Erez Aizen von den Infected Mushroom komponierte seine erste Trance-Musik mit dem Impulse Tracker. Ian Stocker verwendete u. a. den IT für die Musik der Nintendo DS Version von Die Sims 2. Auch Deadmau5 begann seine Karriere Mitte der 1990er mit einem Chiptune und Demoscene beeinflussten Sound auf dem ImpulseTracker.
Trance-Produzent Sean Tyas begann seine Musikkarriere mit der Nutzung des Impulse Tracker.
Einige Computerspiele von Epic Games wie zum Beispiel Unreal, Unreal Tournament als auch Deus Ex von Ion Storm verwendeten das IT Format, gekapselt in einem „UMX“ Containerformat und unterstützt durch die Galaxy Sound Engine. Auch die Spiele Pocket Tanks und Grid Wars, sowie Block Breaker 3 Unlimited, zumindest in der Android-Version, nutzen das Format für einige ihrer Songs.

## Alternativen / Klone
ChibiTracker ist ein GPL-lizenzierter Impulse-Tracker-Clone, der unter Windows, Linux und Mac OS X läuft. Ebenfalls ein IT-inspirierter Multiplattform Tracker ist der Schism Tracker, welcher mit Fokus auf gute IT-Format Kompatibilität entwickelt wird. Der MadTracker für Windows kann auch Impulse Tracker-Dateien einlesen, die Wiedergabe ist jedoch fehlerhaft, dafür kann er VST-Plugins einbinden. Für eine vergleichende Übersicht siehe Liste von Trackern.